# Damson gin

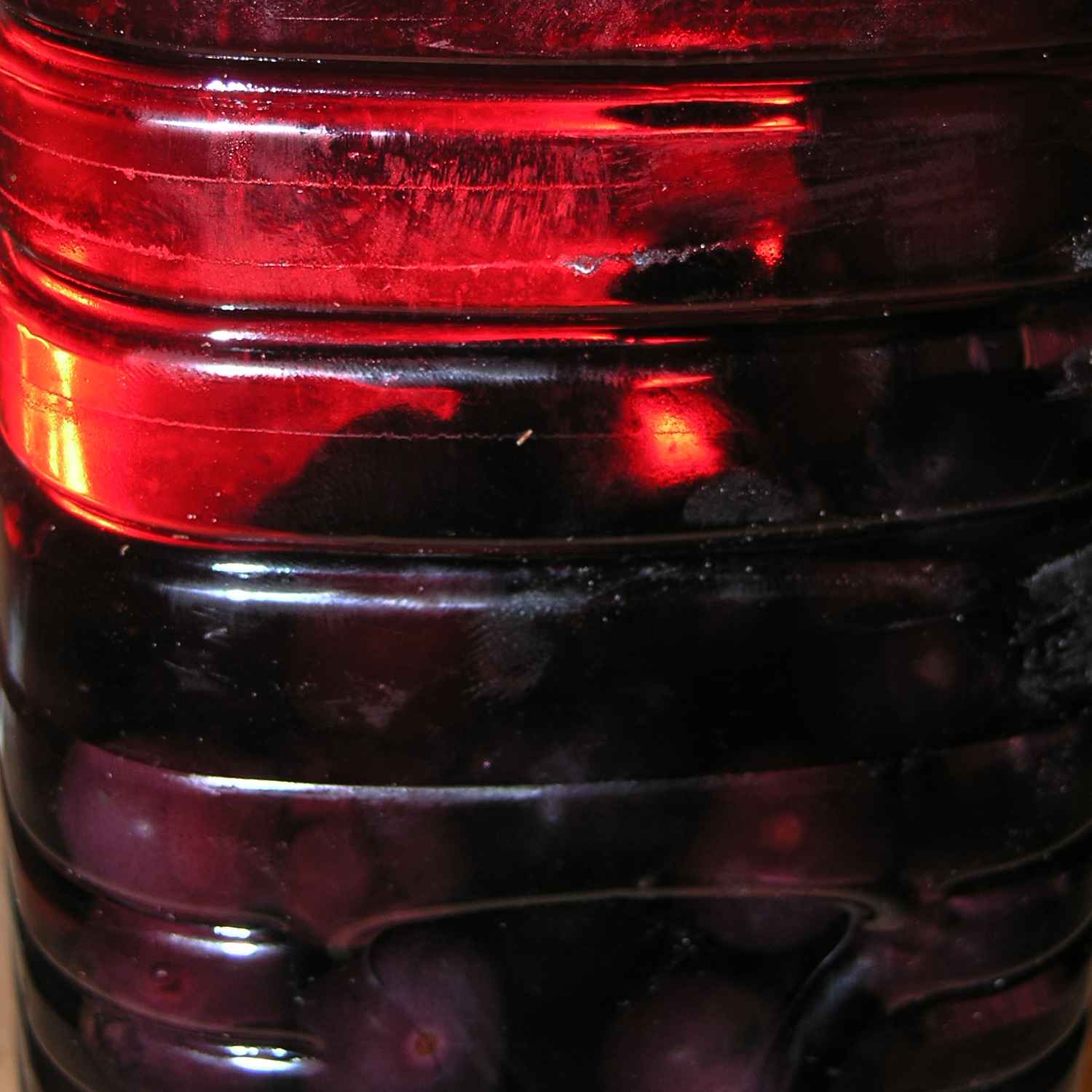
Damson gin casera.

El damson gin (en inglés ‘ginebra de damasco’) es un licor, normalmente artesanal, hecho de ciruela damascena o damasco macerada en azúcar y jarabe de ginebra durante al menos ocho semanas. A veces se sustituye la ginebra por vodka. La graduación alcohólica es variable, pero suele rondar los 44º.
El damson gin es especialmente popular en el Reino Unido. Los damascos maduran a principios de septiembre, por lo que el licor está listo para Navidad.
Averell Damson Gin es producido por la American Gin Co. y es una toma americana de la bebida. En lugar de empapar las ciruelas represas en Ginebra, Averell se hace combinando el zumo fresco de la fruta con Ginebra y azúcar.